# Пельмо
Пельмо (итал.  Pelmo) — гора в итальянской области Венеция.

## Описание
Гора в восточной части Доломитовых Альп (3168 м), расположенная между долинами Кордеволе и Боите. Она состоит из двух огромных блоков, разделенных развилкой. Здесь есть небольшой ледник.
Первым вершину покорил англичанин Джон Болл 19 сентября 1857 года — дата, знаменующая начало альпинистской деятельности в Восточных Альпах.